# Edward Statkiewicz

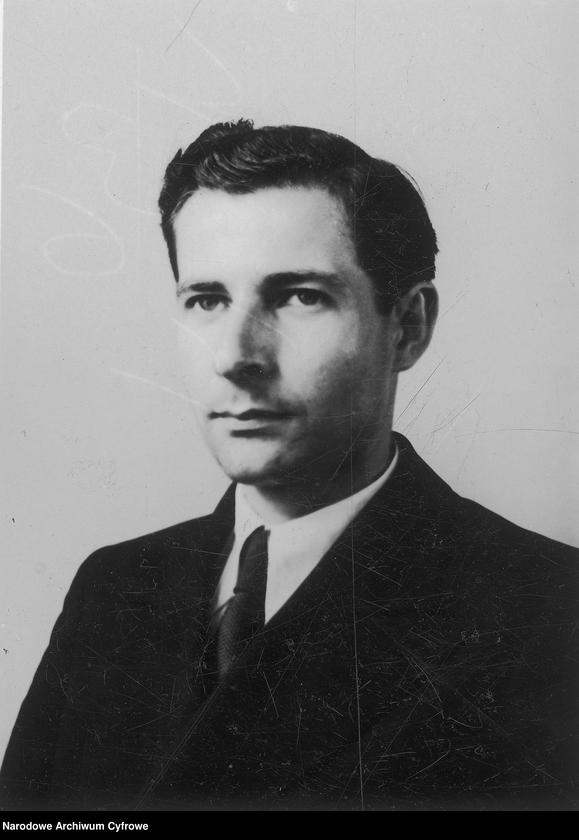
Edward Statkiewicz

Edward Statkiewicz (* 15. Januar 1921 in Kamjanez-Podilskyj; † 10. März 1970 in Breslau) war ein polnischer Geiger und Musikpädagoge.
Statkiewicz studierte am Konservatorium von Lemberg Geige bei Marek Bauer und Józef Zetner. 1942–43 war er Mitglied im Orchester des Lemberger Opern- und Balletttheaters, 1943–44 spielte er im Orchester der Lemberger Philharmonie. Daneben setzte er seine Ausbildung am Konservatorium fort und nahm Violinunterricht bei Irena Dubiska.
1945 war er zunächst Geiger am Theater von Kattowitz, ab 1946 im Nationalen Symphonieorchester des Polnischen Rundfunks. Ab 1950 war er Mitglied, von 1953 bis 1959 Konzertmeister der Filharmonia Pomorska in Bydgoszcz. Zwischen 1955 und 1959 war er auch Erster Geiger im Streichquartett des Orchesters.
Als Solist und Kammermusiker trat Statkiewicz u. a. in der UdSSR, der DDR und der Bundesrepublik Deutschland, in Bulgarien, Rumänien, der Tschechoslowakei, Frankreich, Norwegen, China, Indien und Ägypten auf. Er war einer der ersten, die in Polen die Violinkonzerte von Aram Chatschaturjan, Nikolai Petrowitsch Rakow, Frank Martin und Ludomir Różycki und Leonard Bernsteins Serenade für Violine, Kammerorchester, Harfe und Schlagzeug in Polen aufführte. Auf CD nahm er u. a. die Violinkonzerte von Karol Lipiński und Robert Schumann auf.
Als Dozent für Violine unterrichtete er an den Staatlichen Musikhochschulen von Sopot (1952–54 und 1959–60), Breslau (1957–70) und Posen (1959–70). Außerdem wirkte er als Juror an mehreren Violinwettbewerben mit. Er wurde u. a. mit dem Goldenen Verdienstkreuz der Republik Polen und dem Ehrenzeichen der Stadt Posen ausgezeichnet.